# 克鲁齐利亚
克鲁齐利亚是巴西米纳斯吉拉斯州的一个市镇。总面积523.47平方公里，总人口14656人，人口密度28人/平方公里。